# 藤沢市立湘南台小学校
藤沢市立湘南台小学校（ふじさわしりつ しょうなんだいしょうがっこう）は、神奈川県藤沢市湘南台にある公立小学校で、日本語指導教室も開設している。

## 沿革
出典
- 1973年（昭和48年）
  - 4月3日 - 開校。開校式。
  - 6月11日 - この日（6月11日）を開校記念日と定める。
- 1975年（昭和50年）3月24日 - 屋内運動場落成記念式。
- 1977年（昭和52年）10月8日 - 屋外運動場工事完了。
- 1978年（昭和53年）
  - 3月15日 - 第二校舎増築工事完了。
  - 4月30日 - 校歌制定（作曲:山下毅雄）。
- 1981年（昭和56年）10月31日 - 飼育舎新設。
- 1985年（昭和60年）4月4日 - 特別指導学級開設。
- 1987年（昭和62年）4月1日 - 給食調理場新設。
- 1992年（平成4年）6月8日 - 日本語指導教室開室。
- 1993年（平成5年）12月2日 - 多目的教室工事完了。
- 2003年（平成15年）3月27日 - 体育小屋改築工事完了。
- 2004年（平成16年）10月9日 - 校舎耐震工事完了。
- 2006年（平成18年）12月18日 - 校舎北側外壁塗装工事完了。
- 2007年（平成19年）3月31日 - 受水槽改修工事完了。
- 2008年（平成20年）
  - 3月14日 - プール塗装工事完了。
  - 11月 - 34周年記念誌『湘南台わくわく探検』発行。同月、藤沢メダカ放流式。
  - 12月1日 - 体育館耐震補強工事完了。
- 2009年（平成21年）3月26日 - 円木遊具完成。
- 2010年（平成22年）
  - 2月23日 - プール濾過機改修工事完了。
  - 11月27日 - 北校舎棟トイレ改修工事完了。
- 2011年（平成23年）5月1日 - 太陽光発電導入工事[1]。
- 2012年（平成24年）5月26日 - 中庭を芝生化した。

## 教育目標
自ら学び、たくましく生きる力と豊かな心を持った子どもを育てる
- 育てたい子ども像
  - 明るく思いやりのある子
  - 強くたくましい子
  - 深く考える子

## 学区
出典
- 下土棚（一部）
- 今田（1番地～469番地の一部）
- 高倉（1番地～1640番地の一部）
- 湘南台1丁目（1番地～26番地）
- 湘南台4丁目（6番地の一部、15番地の一部、16番地～20番地、21番地の一部、22番地～41番地）
- 湘南台5丁目（全域）
- 湘南台6丁目（全域）
- 湘南台7丁目（1番地～31番地）

## 進学先中学校
出典
- 藤沢市立湘南台中学校（湘南台地区から通う児童の進学先中学校）
- 藤沢市立高倉中学校（下土棚地区から通う児童の進学先中学校）

## アクセス
藤沢市道湘南台59号線沿いの正門まで。
- 小田急電鉄江ノ島線・相模鉄道いずみ野線・横浜市営地下鉄ブルーライン湘南台駅東口より、徒歩10分[2]。
- なお、学校ホームページには記載無いが、神奈川中央交通「湘07」系統（湘南台駅東口⇔立場ターミナル）で、「下高倉」バス停下車後、徒歩（バス停⇔学校正門間、500m強・約8分）で来る事も可能。

## 学校周辺
- 大塚戸公園 - 藤沢市道湘南台59号線をはさんで、敷地が隣接。
- 国道467号線
- 学校法人広田学園認定こども園広田幼稚園
- 小田急電鉄江ノ島線 - ただし、湘南台駅は、やや離れている。